# イオンタウン読谷ショッピングセンター
イオンタウン読谷ショッピングセンター（イオンタウンよみたんショッピングセンター）は、沖縄県中頭郡読谷村字古堅に位置するショッピングセンター。マックスバリュ読谷店を核に30の専門店が並ぶ。イオン琉球（旧・琉球ジャスコ）が運営する県内最大のエコストアである。

## 施設概要
- 所在地：沖縄県中頭郡読谷村字古堅740番地
- 開業年月日：2008年4月25日
- 開発・運営者：イオン琉球（旧・琉球ジャスコ）
- 所有者：イオン琉球
- 店舗面積：8,800m2[2]
- 駐車台数：630台

## 沿革
- 2008年4月25日 - 開店。

## 主要店舗
- Honeys
- TSUTAYA
- ヴィレッジヴァンガード
- 大戸屋
- ザ・ダイソー
- スターバックス
- ナムコランド
- オンデーズ
- ニューステップ
- ベスト電器

## 過去に存在したテナント
- OUTLET-J
- ミスタードーナツ
- モスバーガー
- 弐萬圓堂
- かつの膳

他

## アクセス

### 路線バス
- 大湾バス停より徒歩約15分。
  - 20番・名護西線　（琉球バス交通・沖縄バス）
  - 28番・読谷（楚辺）線　（琉球バス交通・沖縄バス）
  - 62番・中部線　（琉球バス交通）
  - 120番・名護西空港線　（琉球バス交通・沖縄バス）
  - 228番・読谷おもろまち線　（琉球バス交通・沖縄バス）
- イオンタウン読谷バス停より徒歩約1分。
  - 読谷村コミュニティバス（鳳バス）南ルート　（平日のみの運行）